# EXXXOTICA
Exxxotica — выставка компаний порноиндустрии, проводимая в нескольких городах Соединённых Штатов Америки. Первая Exxxotica, получившая название «Exxxotica Miami» была проведена в Майами-Бич штат Флорида в 2006 году. С момента организации первой и последующих выставок в Майами-Бич (Exxxotica Miami 2006—2010), выставку Exxxotica начали проводить также в соседнем с Нью-Йорком штате Нью-Джерси (Exxxotica New York 2008, 2009 и Exxxotica New Jersey 2010), в 2010 году провели первую Exxxotica Los Angeles.

## Города проведения выставки

### Майами-Бич (Флорида)
Инициатор и организатор выставки, компания специализирующаяся на проведении шоу и энтертаймент проектов Victory Tradeshow Management, решила организовать первую Exxxotica Expo во Флориде в городе Майами-Бич в 2006 году, под общим слоганом «Celebration of Sexy» что можно было перевести примерно как «празднование сексуальности».

### Эдисон (Нью-Джерси)
Через два года после организации Exxxotica в Майами-Бич, выставка была организована в одном из городов штата Нью-Джерси, граничащего с городом Нью-Йорк, причём организаторы назвали своё мероприятие Exxxotica New York, исходя от того, что расстояние до места проведения выставки позволяло считать его дальним пригородом Нью-Йорка.
Тогда же, в 2008 году были организационные трудности с проведением первой Exxxotica не во Флориде. Мэр городка Секокус активно воспротивился проведению Exxxotica New York, первоначально запланированной в его городке, сославшись на некие противоречия в американском законе, регулирующем оборот порнографии и алкоголя. Организаторы были вынуждены спешно подыскивать новое место поблизости, чтобы не сорвать выставку. Таким местом стал джерсийский город Эдисон (Нью-Джерси) с ещё бо́льшим торговым центром. Выставку посетило более 18 тысяч человек.
С 2010 года на Exxxotica New York начали продаваться билеты на новую торговую выставку автомобилей «Xoticautoshow», где активно задействованы модели Exxxotic'и и которая проводится параллельно выставке порноиндустрии в одно и то же время, в том же New Jersey Expo Center.

### Лос-Анджелес (Калифорния)
В июле 2010 года была проведена первая Exxxotica Expo Los Angeles которую посетило около 15000 человек. Решение провести Exxxotica Expo в этом городе было обусловлено тем, что организаторы другой выставки порноиндустрии Erotica LA в этот год решили своё мероприятие не проводить. Судя по всему, создатели Exxxotica Los Angeles оказались вполне удовлетворены результатами, так как в планах на 2011 год у них согласно официальному сайту, появилось проведение Exxxotica Expo в Лос-Анджелесе снова.

## Ход выставки
Все выставки Exxxotic'и имеют достаточно стандартную схему проведения для подобного рода выставок, фестивалей. Это вовлечение в процесс максимального количества порноактрис и порноактёров, которые раздают автографы и фотографируются с посетителями. Показ небольших эротических шоу. Семинары для участников порнобизнеса. B2B мероприятия и лекции для заинтересованных сторон. Демонстрация торгово-рекламных стендов порностудий.

## Галерея

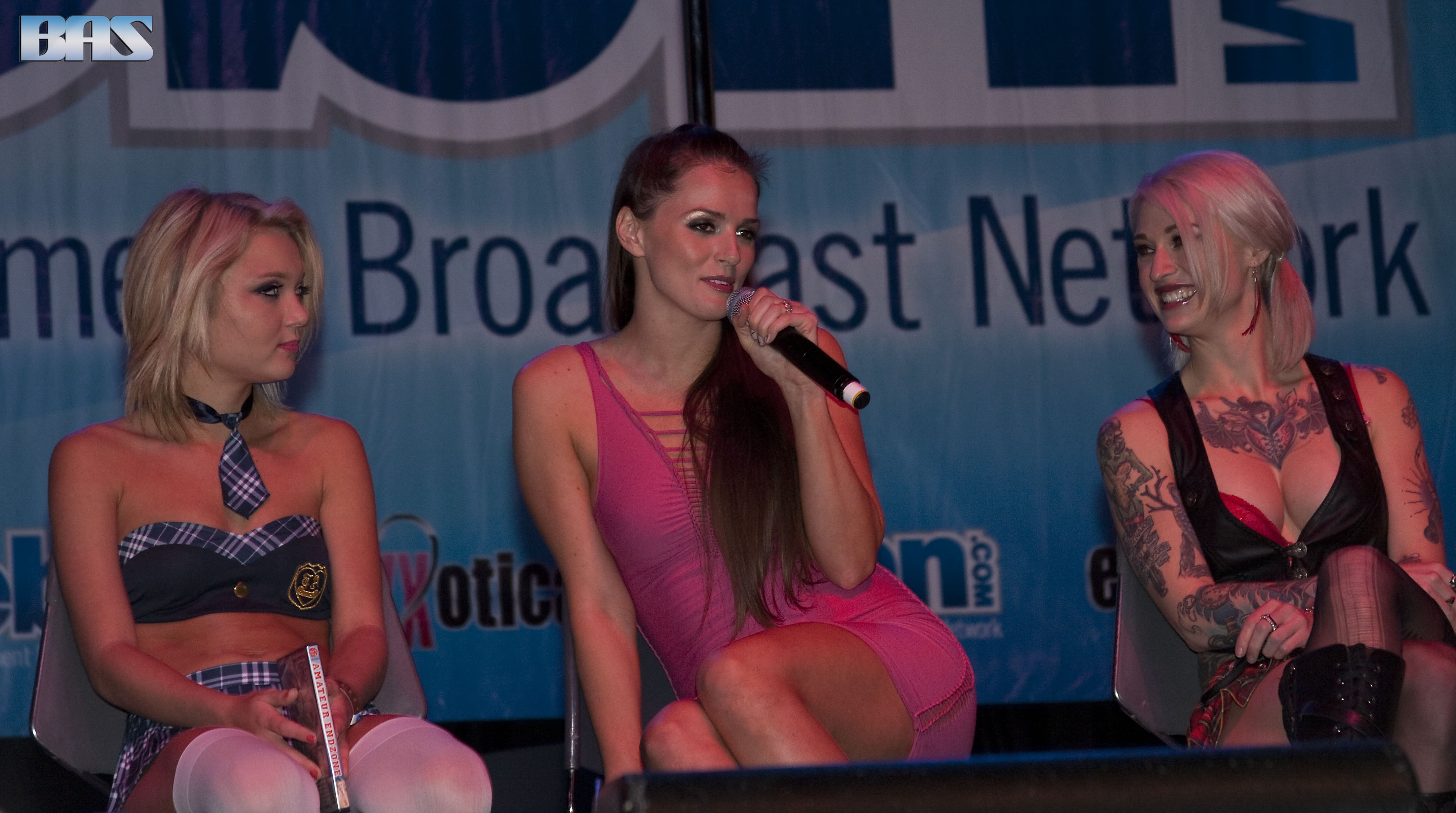
Кота Скай, Тори Блэк, Клео Валентайн
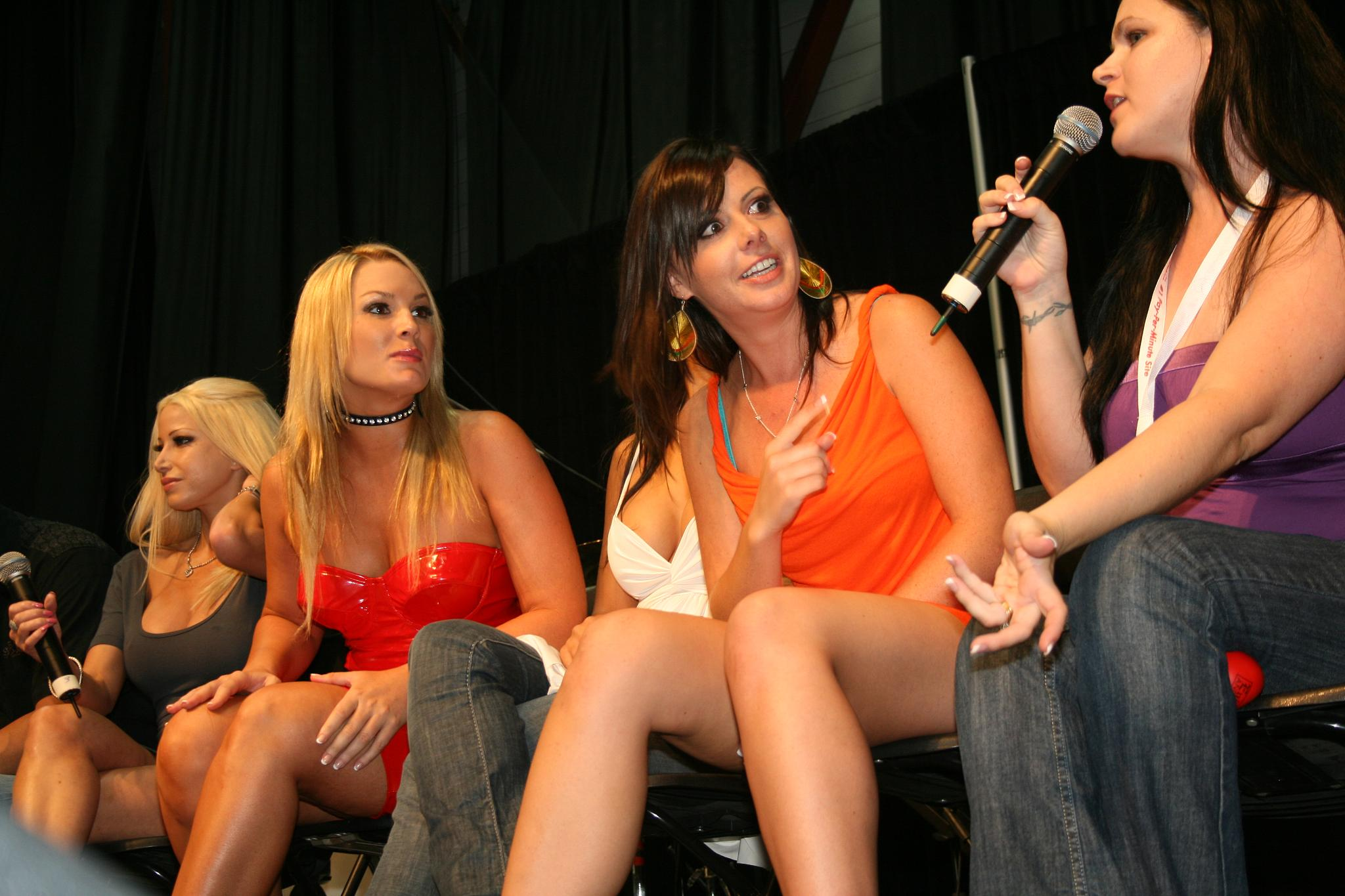
Джина Линн, Флауэ Туччи, Пенни Флэйм и Тришиа Деверо
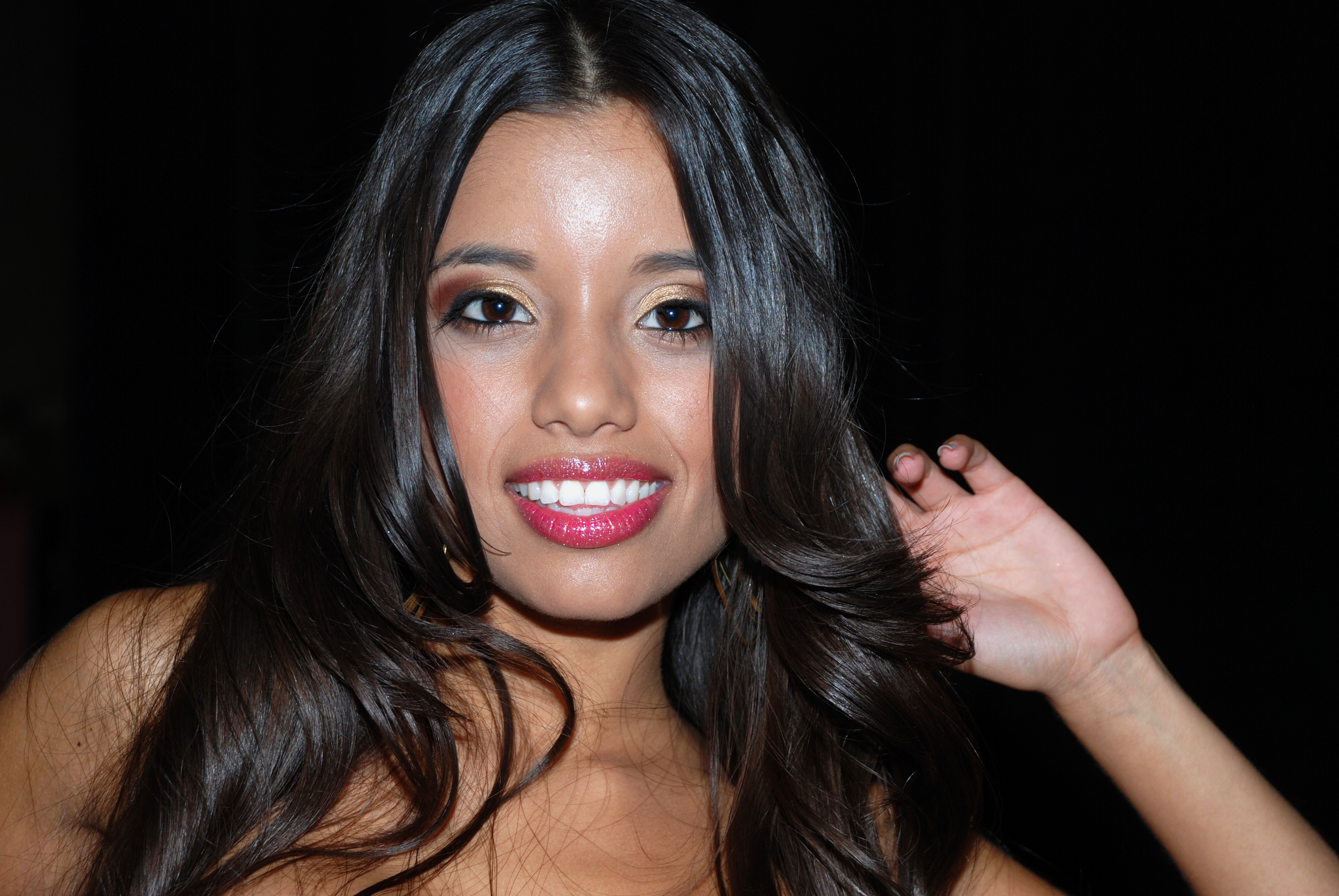
Лупе Фуэнтес
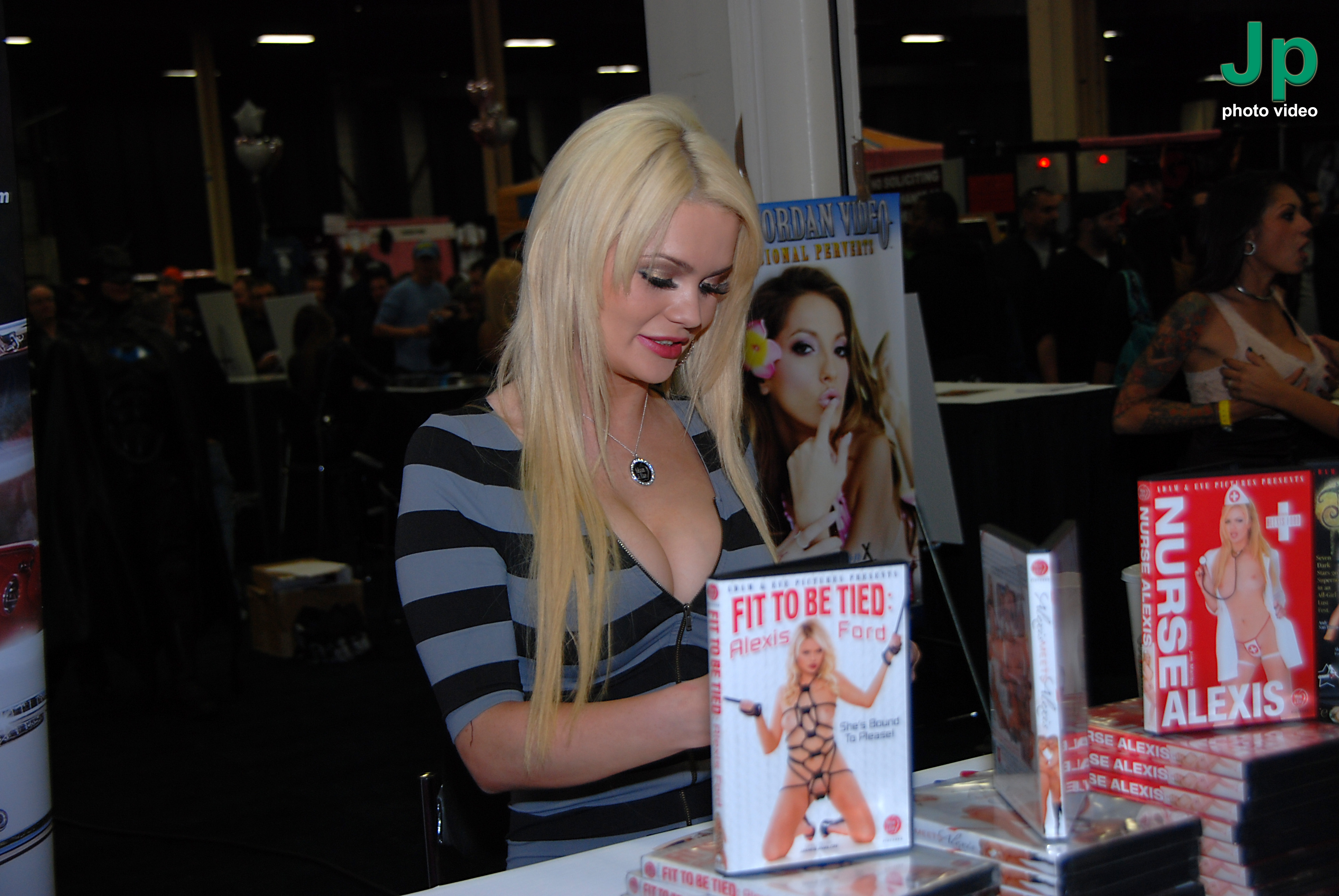
Алексис Форд
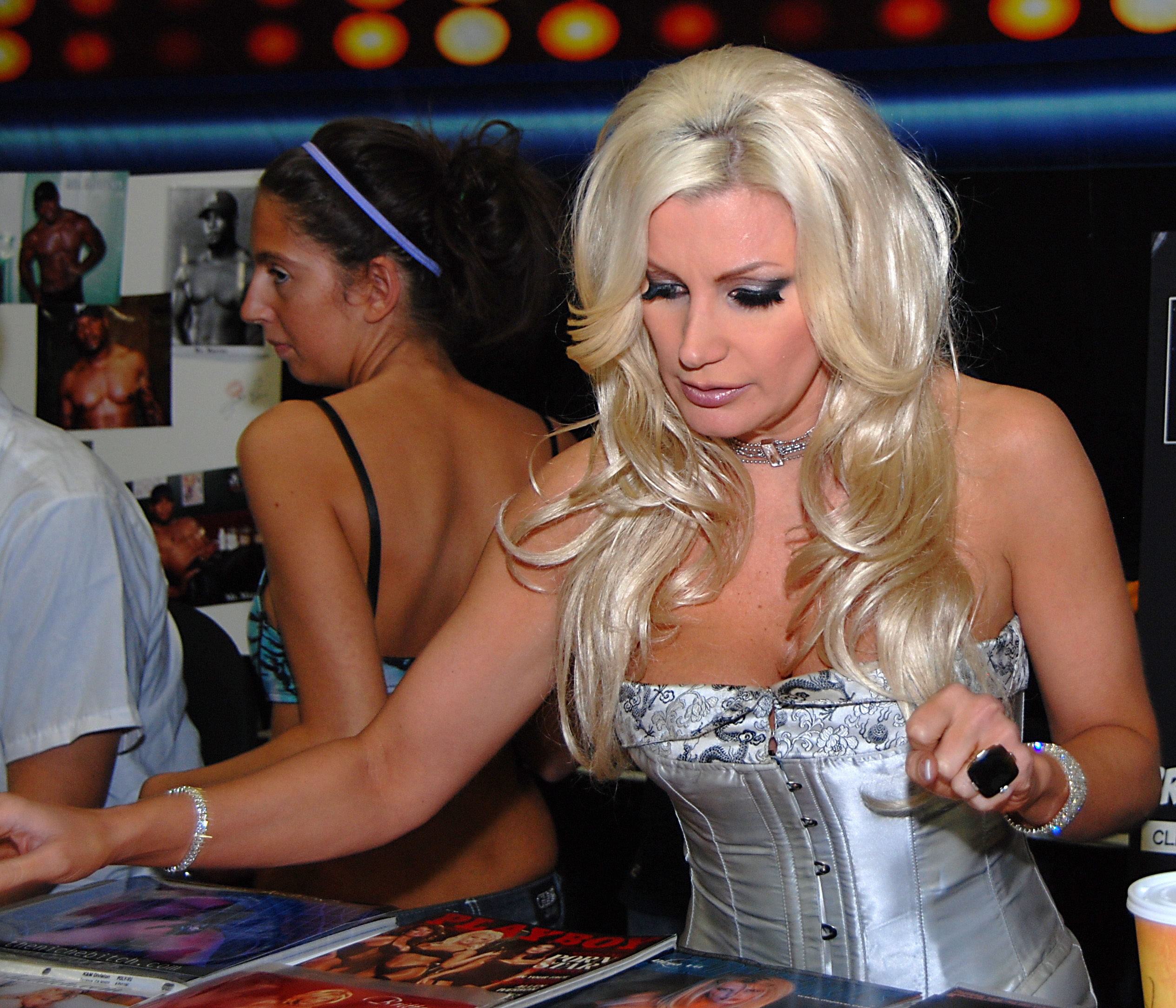
Бриттани Эндрюс
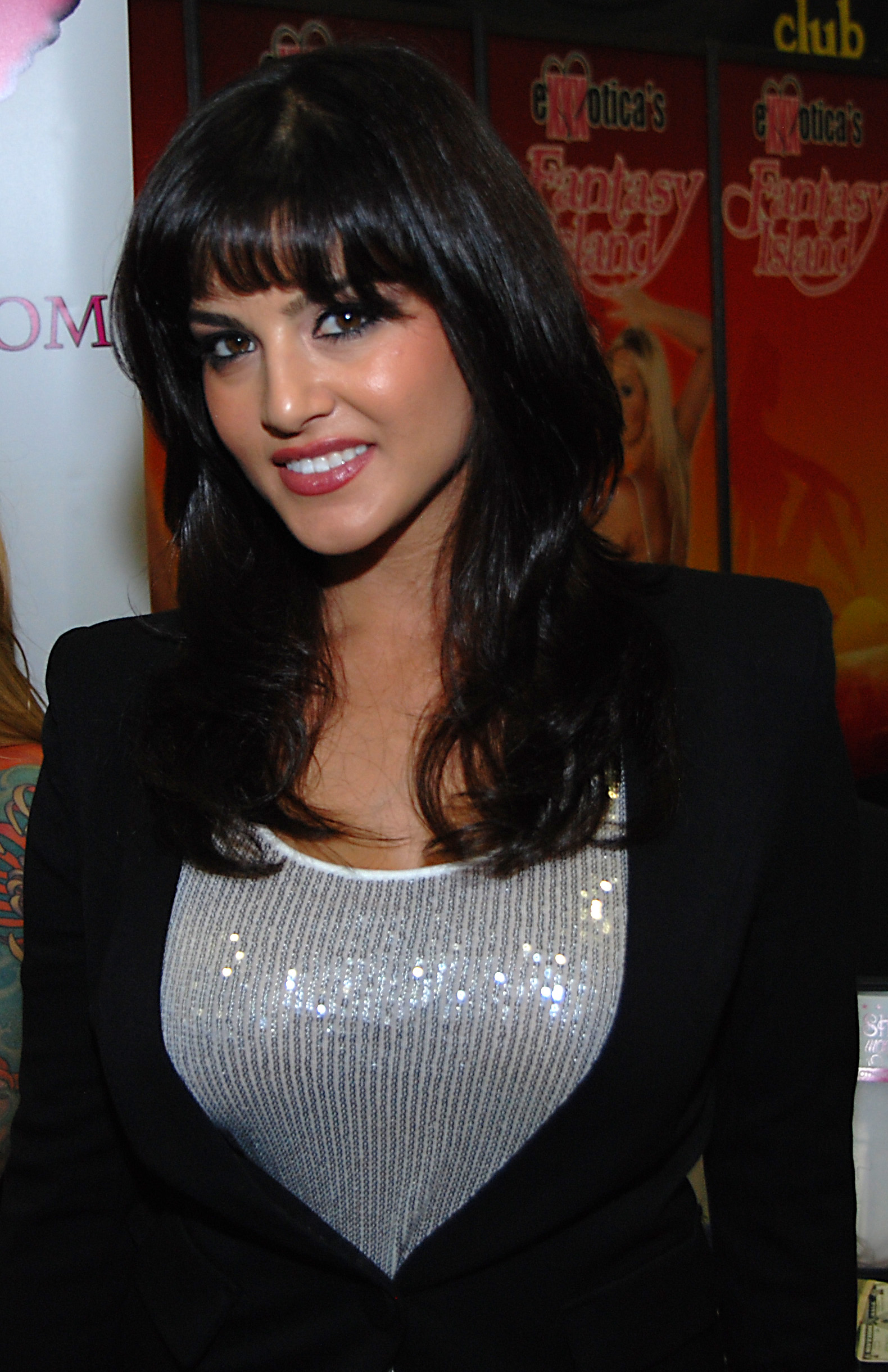
Санни Леоне
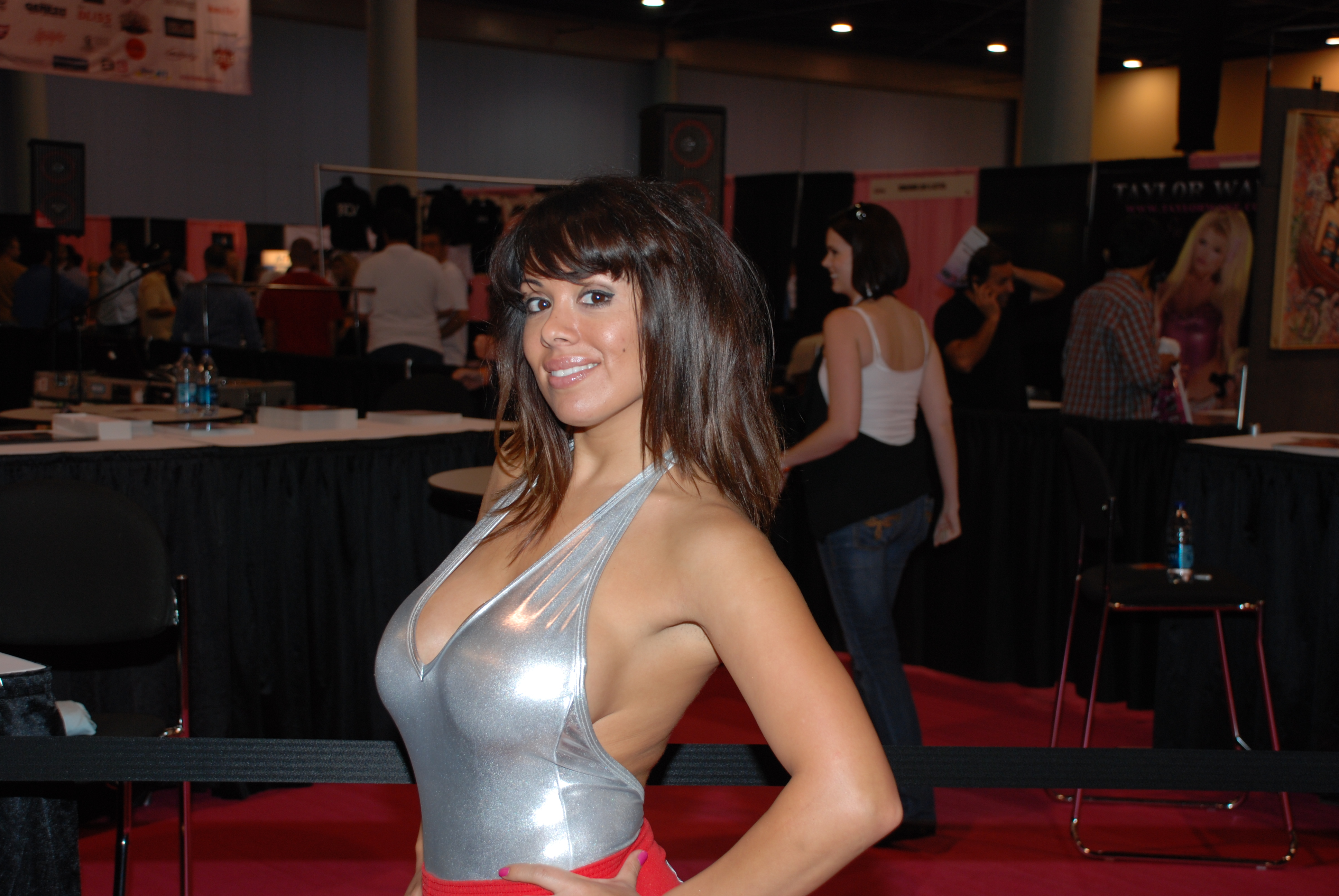
Сиенна Вест
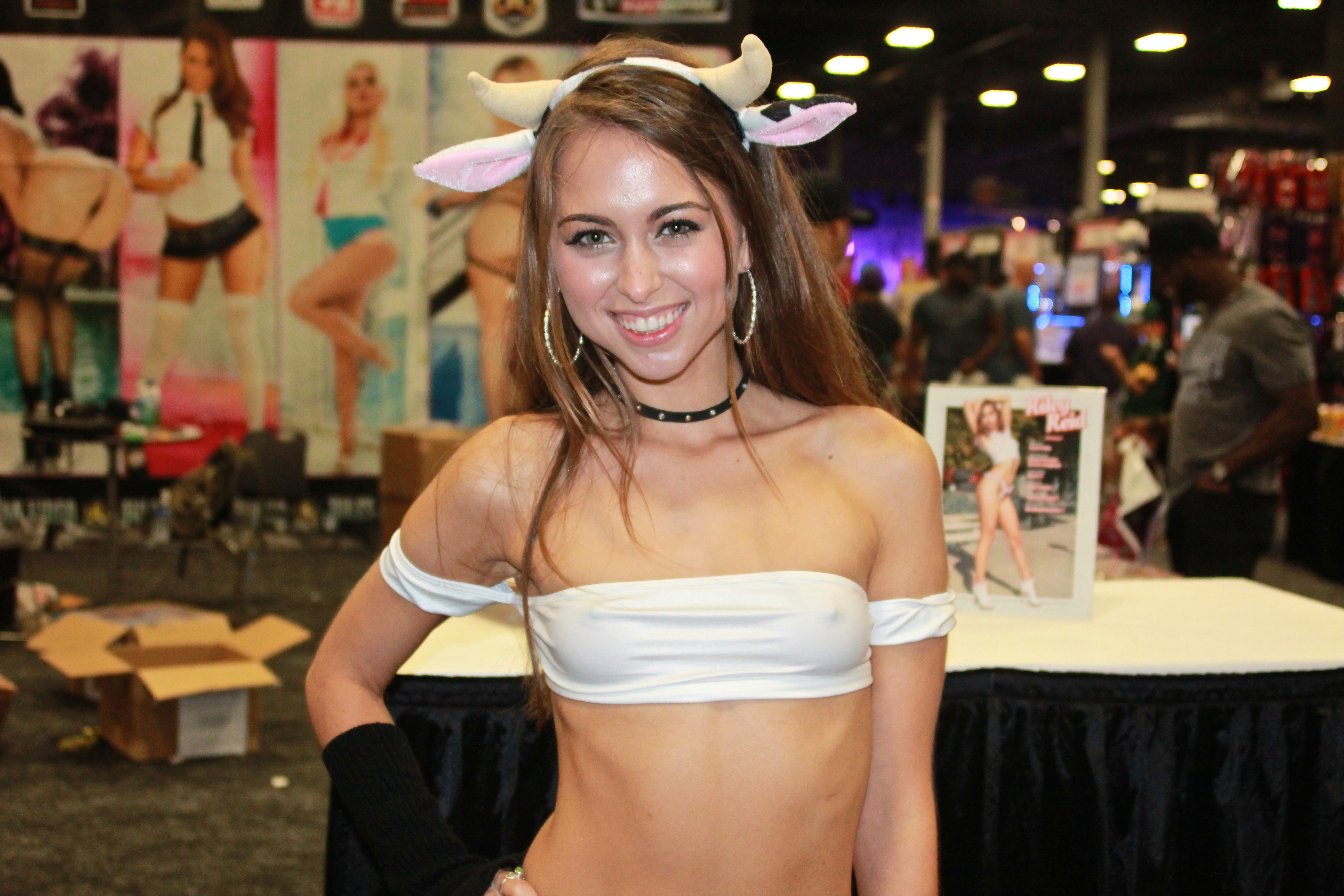
Райли Рид

## Официальные сайты
- nj.exxxoticaexpo.com
- la.exxxoticaexpo.com